# Mössa m/1923

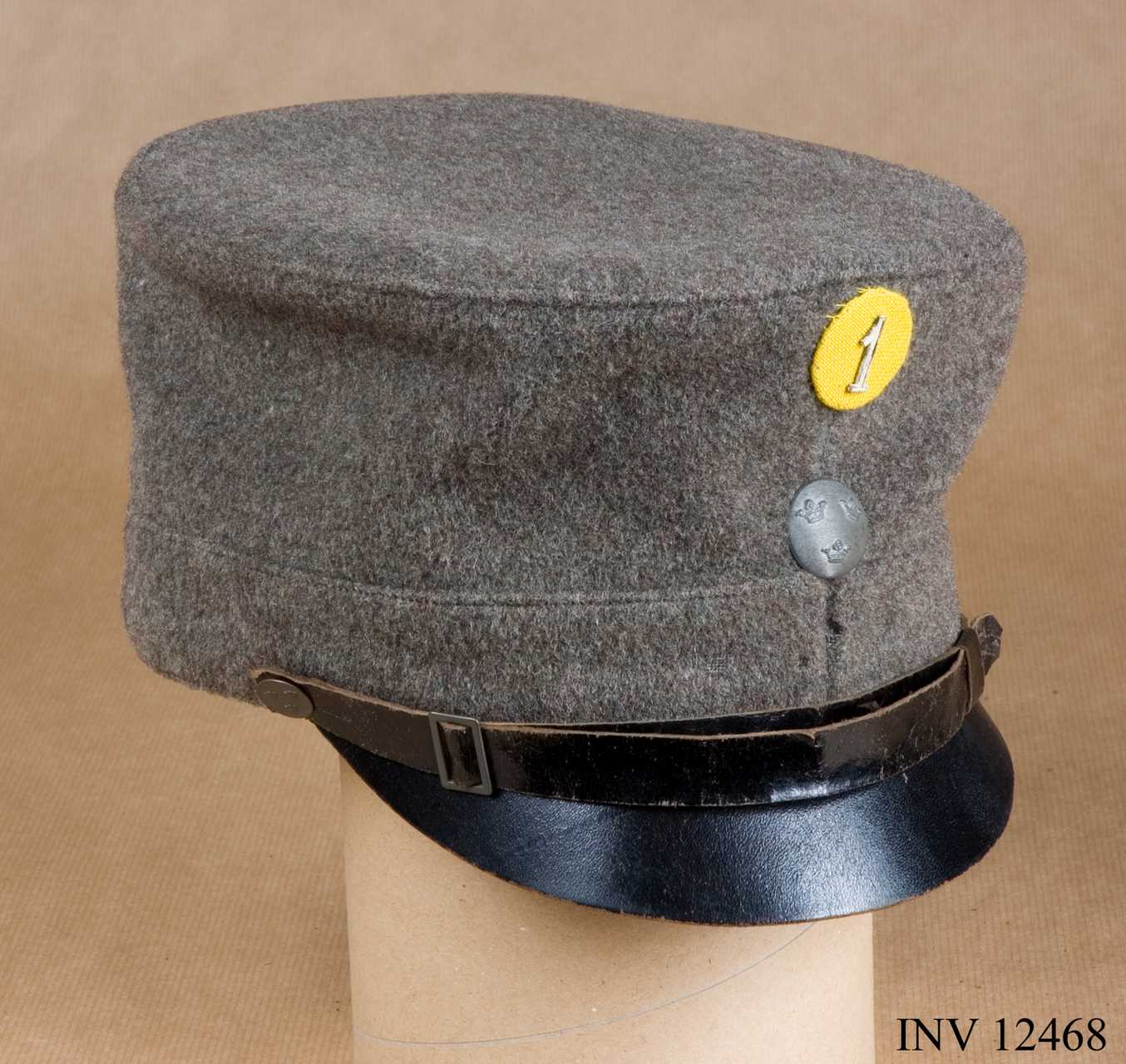
Mössa m/1923 för manskap, modellexemplar.
(Ur armémuseums samlingar)

Mössa m/23 för kapten.
(Ur Livrustkammarens samlingar)

Mössa m/1923 var en mössa som användes inom Krigsmakten

## Bakgrund
Under 1900- talets första decennier så hade man inom Armén brukat trekornshatt som huvudbonad (se hatt m/1906, hatt m/1910 och landstormshatt m/1907) men med uniform m/1923 så återgick man till att bruka mössa som huvudbonad då den opraktiska trekornshatten snarast var ett resultat av dåtidens nationalromantiska strömningar.

## Utseende
Mössa m/1923 är tillverkad av kläde och har en skärm samt rem av lackerat läder. På bägge sidorna av mössan finns två små lodrätta galoner. Utmed remmen finns även ett antal galoner som markerar bärarens grad. Manskap har dock beläggningssnören istället för galoner. På mössans framsida återfinner man hos officerare en blåemaljerad knapp. På samma plats finns hos manskapet en kompaniknapp (knapp med kompaninummer). Klädet på mössan är grå-brunt. Mössan är mycket lik mössa m/1865.

## Användning
Mössan användes av hela armén som huvudbonad till uniform m/1923.